# مقاطعة بلاين (مونتانا)
مقاطعة بلاين (بالإنجليزية: Blaine County)‏ هي إحدى مقاطعات ولاية مونتانا في الولايات المتحدة الأمريكية.